# Lisboa (VR)
Pour les articles homonymes, voir Estremadura (homonymie) et Lisboa (homonymie).
Le lisboa, dénommé estremadura jusqu'en 2009, est un vin portugais dont le terroir viticole s'étend sur toute l'Estremadura. 

## Géographie
Alors que les terroirs de Beiras et Alentejo sont les plus vastes géographiquement, celui de l'Estremadura est le plus gros producteur en volume de vin. La région s'étend de Lisbonne le long de l'Atlantique et jusqu'à l'appellation Bairrada.

## Encépagement
L'encépagement est à base d'Alfrocherio preto, Antao Vaz, Arinto, Baga, Bastardo, Borrado das Moscas, Cabernet Sauvignon, Camarate, Chardonnay, Esgana cao, Fernão Pires, Graciano, Jampal, Malvasia, Moreto, Castelão, Rabo de Ovelha, Ramisco, Tamarez, Tinta amarela, Trincadeira das Pratas, Ugni blanc et Vital.

## Autres régions viticoles
D'autre part, il existe en Estremadura 9 grandes régions viticoles : Bucelas, Carcavelos, Colares, Alenquer, Arruda, Óbidos, Torres Vedras, Encostas de Aire et Cartaxo